# Lai de Guingamor
Le lai de Guingamor est un lai médiéval (XIIe ou XIIIe siècle) anonyme, qui raconte l'aventure féerique du chevalier Guingamor à la suite de ses démêlés avec une reine séductrice et rancunière.

## Résumé

Le sanglier blanc (emblème de Richard III d'Angleterre)

Guingamor est un chevalier sage et courtois, brave et sensé, neveu d'un roi de (Grande-)Bretagne, à la cour duquel il vit. Le roi, n'ayant pas d'enfant, souhaite en faire son héritier. Un jour que le roi est parti à la chasse, la reine fait des avances à Guingamor, mais celui-ci la repousse. Au retour du roi, la reine, dépitée et craignant que Guingamor ne la dénonce, met le chevalier au défi de chasser un blanc sanglier qui erre alentour. Elle espère bien qu'il n'en reviendra pas, comme tous ceux qui ont tenté l'aventure jusque-là. Guingamor, après avoir hésité, annonce au roi qu'il va relever le défi, et obtient de lui qu'il lui prête un cheval, un chien et deux meutes. Le roi et ses gens s'affligent, persuadés qu'il court à sa perte.
Le lendemain, la chasse commence, mais le roi et son escorte s'arrêtent lorsque le sanglier poursuivi atteint l'orée de la forêt ; Guingamor continue seul. Après s'être arrêté un moment  sur un tertre, il découvre un grand et riche palais, dans lequel il pénètre, mais il le trouve désert. Reprenant sa poursuite, il rencontre une belle jeune fille qui se baigne dans une source, assistée d'une suivante, et qui l'appelle par son nom. Elle lui offre l'hospitalité dans son palais qu'il vient de visiter, lui promettant que d'ici trois jours, elle lui livrera le sanglier et lui rendra son chien qu'il a perdu. Très attiré par la demoiselle, Guingamor n'a garde de refuser. Le palais est désormais peuplé de chevaliers, dont dix appartenaient à sa propre escorte.
Au bout de trois jours passés dans le faste et l'abondance, Guingamor veut s'en retourner auprès du roi son oncle, mais la demoiselle l'informe qu'il a en réalité passé trois cents ans au palais, et que tous ceux qu'il connaissait sont morts depuis longtemps. Elle le laisse malgré tout partir, l'avertissant de ne rien boire ni manger quand il sera de retour dans son pays. Il a récupéré son cheval, son chien, et emporte la tête du sanglier. Elle l'accompagne jusqu'à la rivière qui sépare l'autre monde du monde des vivants.
Guingamor rencontre un charbonnier, auquel il demande des nouvelles du roi et le chemin du château. Celui-ci lui confirme que ce roi est mort il y a plus de trois cents ans, et que le château est en ruine. Guingamor lui raconte alors son histoire, et lui laisse la tête du sanglier pour preuve de ce qu'il avance. Il reprend sa route et, affamé, cueille trois pommes et les mange : aussitôt, il vieillit et s'affaiblit au point de tomber de son cheval. Le charbonnier, qui l'avait suivi, assiste à l'arrivée de deux demoiselles richement vêtues, qui blâment Guingamor pour avoir désobéi à l'ordre qu'il avait reçu. Elles l'emmènent avec elles, lui font repasser la rivière, et il disparaît à jamais, avec son chien et son cheval.
Le charbonnier raconte l'histoire à la cour du nouveau roi, montrant la tête de sanglier à l'appui de ses dires, et le roi fait composer ce lai en souvenir de l'aventure.

## Commentaires
Ce lai de 678 octosyllabes a été rapproché des lais de Graelent, de Lanval (Marie de France) et de Désiré. Chrétien de Troyes, dans Érec et Énide, mentionne un personnage appelé Guigemars (sans doute le même nom déformé), qui était l'ami de la fée Morgue et seigneur d'Avalon. Le nom de Guingamor évoquerait la mort, et Guingamor semble avoir joué dans le folklore médiéval un rôle de roi des morts analogue à celui de Herla (en) et d'Arthur. La mention dans le texte du « haut tertre » sur lequel Guingamor s'arrête, désemparé, évoque également un tertre funéraire ; le bref retour du héros dans le monde des vivants serait celui d'un revenant.